# 博斯康南
博斯康南是法国滨海夏朗德省的一个市镇，位于该省东南部，属于容扎克区。该市镇总面积13.98平方公里，2009年时的人口为387人。

## 人口
博斯康南（Boscamnant）人口变化图示